# Eddsworld
Eddsworld è una webserie inglese creata nel 2004 da Edd Gould insieme ai suoi colleghi Thomas Ridgewell, Matthew Hargreaves e Tord Larsson.
La serie è suddivisa in tre stagioni: Eddsworld (2003-2012), Eddsworld Legacy (2012-2016) e Eddsworld Beyond (2020-).

## Produzione
Edward Gould posta il primo video della serie, Edd (in cui compare il suo omonimo protagonista) nel 2003. Nei video successivi appariranno i membri principali del cast: Tom ( Thomas Ridgwell), Matt (Matt Hargreaves) e Tord (Tord Larsson). Essi sono tutti alter ego di amici reali di Gould, che partecipano in prima battuta alla realizzazione degli episodi, in primis come doppiatori. La serie diventa stabile nel 2006, con la nascita di YouTube, divenendo in breve tempo una delle più seguite sul social.
Il 25 marzo 2012 Edward Gould morì dopo una battaglia di 6 anni contro il cancro, durante la produzione dell'episodio Space Face. Thomas Ridgewell, in un comunicato ufficiale, assunse la direzione della serie (denominata ora Eddsworld Legacy) coadiuvato da Eddie Bowley (socio e amico fidato di Ridgewell) e affidò la parte di Edd a un suo collaboratore e amico di Gould, Tim Hautekiet. L'animazione venne affidata a vari animatori, in particolare a Paul Ter Voorde. 
Ridgewell concluse la sua gestione con l'episodio in due parti The End: Part One e The End: Part Two  nel 2016 (concepito anche come una chiusura in toto dello show), anno in cui decide anche di rinunciare al ruolo di Tom.
Matt Hargreaves, ultimo membro del cast originale e co-sceneggiatore di vari episodi,  prende in carico la serie e decide di rilanciarla nel 2020 con la denominazione Eddsworld: Beyond, assegnando nuove voci ai protagonisti.

## Personaggi

### Edd
Edd è il protagonista della serie. 
Indossa una felpa verde e/o una T-shirt con la scritta "Smeg Head" (una citazione della serie Red Dwarf) e ha i capelli castani. I suoi cibi preferiti sono la Coca-Cola e il bacon. Adora tuffarsi in ogni avventura che gli capiti, coinvolgendo molto spesso gli altri (in particolare nella serie Legacy, in cui il suo ruolo di leader viene notevolmente sottolineato), anche se a volte si ficca in situazioni surreali e paradossali di difficile soluzione. 
Ha un alter-ego femminile di nome Ell.
Doppiatori originali: Edd Gould (2004-2012), Tim Hautekiet (2012-2016), George Gould (2020-presente)
Come Ell: Vicky Gould (2016-)

### Tom
Tom è il migliore amico di Edd. 
Indossa una felpa blu o una T-shirt dello stesso colore. Ha i capelli castani. Non ha occhi ma delle cavità scure. Cinico, sbruffone e disincantato, lancia spesso commenti caustici ai suoi amici che lo coinvolgono in incredibili avventure. Odia in particolar modo Matt (poiché troppo stupido) e Tord, antipatia per quest'ultimo sviluppata in un secondo momento durante gli eventi di Legacy. È un alcolista. Essendo un testimone di Geova odia il Natale, cosa che la porterà anche a tentare di distruggerlo, fallendo nel tentativo. L'oggetto che gli è più caro è un basso di nome Susan. 
Ha un alter-ego femminile di nome Tamara.
Doppiatori originali: Thomas Ridgewell (2005–2016), Ed Templer (2021–oggi)
Come Tamara: Chloe Dungate (2015), Rachel Kiki (2020-oggi)

### Matt
Matt è il terzo protagonista e migliore amico di Edd.
Indossa una felpa viola e un cappotto verde. Ha i capelli rossi e un mento quadrato. Narcisista e molto stupido, è continuamente ossessionato dal look e dalla propria bellezza. La cosa a cui tiene di più sono le sue foto e il suo specchio.
Ha un alter-ego femminile di nome Matilda 
Doppiatori originali: Matt Hargreaves (2004-)
Come Matilda: Alice Ann Stacy (2016), Jennifer Bingham (2021-)

### Tord
Tord era uno dei protagonisti, migliore amico di Edd, e successivamente antagonisti della serie.
Indossava un cappotto nero, sostituito poi da una felpa rossa o una T-shirt. È stato il personaggio più violento (non sempre) e crudele della serie nonché il primo a usare armi da fuoco. Odia la canzone Sunshine, Lollipop and Rainbows di Lesley Gore ed è l'unico straniero della serie, poiché originario della Norvegia.
Basato su Tord Larsson, un amico norvegese di Edd che lasciò la serie nel 2008 e dunque per giustificare l'uscita di scena nella serie venne semplicemente allontanato con la scusa di provare a sfondare nella grande città.
Il personaggio fa ritorno durante la serie Legacy come vero e proprio antagonista, comandante di una forza paramilitare con il soprannome di Red Leader. La sua presenza, solo percepibile in alcuni episodi,  si fa concreta nel Finale The End: Part One e The End: Part Two, dove tenta di ingannare Edd e Matt dopo aver allontanato Tom cercando di recuperare un robot per conquistare il mondo.
Ha un'alter-ego femminile chiamato Tori, che non è ancora apparso nello show. 
Doppiatori originali: Tord Larsson (2005-2008), Jamie Spicer-Lewis (2016)

### Eduardo
È il vicino e rivale di Edd, nonché antagonista nei suoi episodi. 
Assomiglia alla versione "malconcia" di Edd. Ha i capelli di colore castano scuro, ha i baffi e le occhiaie. Indossa una camicia verdastra con sotto una maglietta grigia. È antipatico, geloso, e sicuro di sé, a volte irrita parecchio le persone che gli stanno accanto. Vive insieme a Jon e Mark, i tre sono migliori amici. Alcune volte, Eduardo rimprovera Jon per le sue azioni. Nonostante il suo caratteraccio, a volte è premuroso; come con la sua ex-fidanzata Laurel, prima che lo lasciasse, o quando Jon è deceduto in The End (part 2). Molto probabilmente ha origini statunitensi, poiché nella serie ha un accento americano. 
Doppiatori originali: Chris O' Neill (2016), Brock Baker (2012-2016)

### Jon
È il migliore amico di Eduardo e co-antagonista in alcuni episodi.
Assomiglia a Tom. Ha i capelli di colore castano chiaro, gli occhi neri a spillo e la testa rotonda. Indossa una camicia blu con sotto una maglietta grigia. È sensibile e confuso, è meno scortese di Eduardo e Mark, ma odia ugualmente Edd, Tom, e Matt. Il suo più grande sogno è diventare un principe. In The End (part 2), muore a causa dell'esplosione causata dal robot di Tord.
Doppiatori originali: Eddie Bowley (2012-2016)

### Mark
È il migliore amico di Eduardo e co-antagonista in alcuni episodi.
Assomiglia a Matt. Ha i capelli biondi, il mento sporgente e la faccia lunga. Indossa un dolcevita viola/lavanda. È altezzoso e vanitoso, oltre ad essere un fifone.  Tuttavia, Mark solleva i morale ai sui amici quando sono giù o rancorosi.
Doppiatori originali: Ben Rudman (2012-2016)

### Paul e Patrick
Sono gli assistenti di Tord presenti nella serie Legacy, basati su due donatori Patreon del progetto.
Paul ha capelli corti di un castano scuro, caratterizzato particolarmente dalle sue sopracciglia molto spesse. Porta una benda sull'occhio destro, per nascondere una cicatrice parzialmente evidente. 
Patrick invece ha capelli più lunghi e scuri, e entrambi indossano la stessa divisa della Red Army formata da una giacca lunga blu, maglia nera, pantaloni neri e stivali grigi.
Doppiatori originali: Patrick Patryck Dudulewicz (2013-2016), Paul Paul Ter Voorde (2013-2016)

## Doppiaggio
Edd: Edd Gould (2004-2012), Tim Hautekiet (2012-2016), George Gould (2020-presente) 
Tom: Alex L'Abb(2004), Thomas Ridgewell (2004-2016), Ed Templar (2020- presente) 
Tamara: Chloe Dungate (2016), Rachel Kiki (2021-presente)
Matt: Matt Hargreaves (2004-presente)
Matilda: Alice Ann Stacy (2016), Jennifer Bingham (2021-presente)
Tord: Tord Larsson (2004-2008), Jamie Spicer-Lewis (2016)

## Fumetti
Prima della sua morte, Edward Gould ha creato oltre 170 strisce caricate su DeviantART. Pubblicò anche un volume tratto da queste strisce, chiamato Toaster Brains, che venne seguito da Toaster Brains 2, realizzato in occasione della serie Legacy.